# Kauman, Wiradesa
Kauman är en administrativ by i Indonesien. Den är belägen i provinsen Jawa Tengah, i den västra delen av landet, 300 km öster om huvudstaden Jakarta.
Tropiskt monsunklimat råder i trakten. Årsmedeltemperaturen i trakten är 26 °C. Den varmaste månaden är oktober, då medeltemperaturen är 30 °C, och den kallaste är mars, med 24 °C. Genomsnittlig årsnederbörd är 2 758 millimeter. Den regnigaste månaden är januari, med i genomsnitt 492 mm nederbörd, och den torraste är september, med 23 mm nederbörd.